# Мінасян Вардан Размікович
Вардан Размікович Мінасян (вірм. Վարդան Ռազմիկի Մինասյան, нар. 5 січня 1974, Єреван) — вірменський футболіст, що грав на позиції півзахисника. По завершенні ігрової кар'єри — тренер. З 2023 року очолює тренерський штаб команди «Арарат-Вірменія». Виступав за низку вірменських і зарубіжних клубів, зокрема, за клуб «Пюнік», а також національну збірну Вірменії. Як футболіст шестиразовий чемпіон Вірменії, дворазовий володар Кубка Вірменії та дворазовий володар Суперкубка Вірменії. Як тренер — п'ятиразовий чемпіон Вірменії, триразовий володар Кубка Вірменії та чотириразовий володар Суперкубка Вірменії.

## Клубна кар'єра
Вардан Мінасян розпочав виступи на футбольних полях у 1991 році у складі команди другої ліги СРСР «Зангезур», а в 1992 році перейшов до клубу «Оментмен», який з 1995 року змінив назву на «Пюнік». У складі «Пюніка» Мінасян грав до 1998 року, та став у його складі шестиразовим чемпіоном Вірменії, дворазовим володарем Кубка Вірменії та дворазовим володарем Суперкубка Вірменії.
У 1998 році Вардан Мінасян спочатку став гравцем клубу «Єреван», а пізніше в цьому ж році перейшов до швейцарського клубу «Лозанна», в якому грав до 1999 року. У 1999—2000 роках вірменський півзахисник грав у російському клубі «Локомотив» (Санкт-Петербург).
На початку 2001 року Вардан Мінасян повернувся до «Пюніка», у складі якого грав до 2003 року. У 2001 році Вардан Мінасян був визнаний футболістом року у Вірменії. Після закінчення сезону 2003 року Мінасян завершив виступи на футбольних полях.

## Виступи за збірну
У 1996 році Вардан Мінасян дебютував у складі національної збірної Вірменії. У складі збірної грав до 2003 року, зіграв у її складі 11 матчів, у яких забитими голами не відзначився.

## Кар'єра тренера
Невдовзі після закінчення виступів на футбольних полях Вардан Мінасян розпочав тренерську кар'єру, в 2004 році очоливши тренерський штаб молодіжної збірної Вірменії, де працював до 2005 року. У 2006 Мінасян став асистентом головного тренера національної збірної Вірменії. У 2008 році тренер одночасно очолив свій колишній клуб «Пюнік», з яким тричі поспіль виграв чемпіонат Вірменії, двічі поспіль Кубок Вірменії та двічі поспіль Суперкубок Вірменії.
У 2009 році, не покидаючи «Пюнік», Мінасян очолив національну збірну Вірменії. У збірній новий тренер досяг найкращих результатів за всі попередні роки виступів у відбіркових змаганнях, вірменська збірна зайняла третє місце на відборі до чемпіонату Європи 2012 року, в останній момент поступившись збірній Ірландії, проте не так успішно виступила у кваліфікації до чемпіонату світу 2014 року, і тренер у кінці 2013 року залишив збірну. Ще раніше, в кінці 2011 року, Мінасян також залишив пост головного тренера «Пюніка».
У 2014 році Вардан Мінасян очолив казахський клуб «Тобол», у якому працював до 2015 року. У 2018 році тренер на короткий строк знову очолив збірну Вірменії, та ще в цьому ж році очолив клуб «Арарат-Вірменія». З новим для себе клубом Мінасян двічі виграв чемпіонат Вірменії, та ще один раз Суперкубок Вірменії.
У 2021 році вірменський спеціаліст очолив казахський клуб «Тараз». У 2023 році Мінасян нетривалий час очолював грузинський клуб «Телаві», і в цьому ж році вдруге за кар'єру очолив клуб «Арарат-Вірменія». З новим клубом тренер виграв Кубок Вірменії та Суперкубок Вірменії.
З 2023 року очолює тренерський штаб команди

## Титули і досягнення

### Як гравця
- Чемпіон Вірменії (6):

«Пюнік»: 1992, 1995–1996, 1996–1997, 2001, 2002, 2003
- Володар Кубка Вірменії (2):

«Пюнік»: 1995–1996, 2002
- Володар Суперкубка Вірменії (2):

«Пюнік»: 1997, 2002

### Як тренера
- Чемпіон Вірменії (5):

«Пюнік»: 2008, 2009, 2010
«Арарат-Вірменія»: 2018–2019, 2019–2020
- Володар Кубка Вірменії (3):

«Пюнік»: 2009, 2010
«Арарат-Вірменія»: 2023–2024
- Володар Суперкубка Вірменії (3):

«Пюнік»: 2010, 2011
«Арарат-Вірменія»: 2019, 2024

### Особисті
- Футболіст року у Вірменії: 2001
- Тренер року у Вірменії: 2009, 2010, 2011, 2019